# Keisuke Higashi
Keisuke Higashi (東啓介, Higashi Keisuke), né le 14 juillet 1995 à Tokyo est un chanteur et acteur japonais essentiellement actif sur la scène nippone.

## Biographie

### Enfance et formation
Cadet d'une fratrie comprenant un frère et une sœur, petit-fils de peintre, Keisuke Higashi naît et grandit à Tokyo. Ces parents travaillent tous les deux aux Etats-Unis et, à défaut de parler couramment une autre langue, il comprend l'anglais très tôt.
Dès son plus jeune âge, il s'adonne à diverses activités telles que le tennis et le basket-ball ; en parallèle, il étudie également le piano et la calligraphie.
Adolescent, il se destine à devenir professeur de tennis mais, suite à une blessure survenue au lycée, il doit renoncer à ce premier choix de carrière.
Il s'oriente alors vers une carrière musicale et se lance pour défi de se produire sur la scène du Théâtre Impérial avant ses 30 ans.
En 2013, il est sélectionné comme finaliste lors d'une audition pour intégrer la 10e formation des D-BOYS, sponsorisée par la Watanabe Entertainment. Il est alors formé par la société Discovery aux côtés d'autres jeunes acteurs jugés prometteurs.

### Prémices sur scène
En 2013, Keisuke Higashi décroche son premier rôle dans Tenimyu, une franchise musicale à succès basée sur le manga Prince du Tennis de Takeshi Konomi. De son aveu, ce choix répond à l'envie de renouer avec le tennis d'une façon différente. Il interprète Chitose Chisato durant deux années successives.
Dès 2017, pour intégrer la distribution de The Scarlet Pimpernel, il étudie seul le Chorübungen. Il prend également des cours de chant deux fois par semaine, une rigueur qu'il continue de s'imposer par la suite. 2017 marque également ses débuts à la télévision, avec le drama Club SLAZY.
Courant 2018, il décroche l'un de ses premiers rôles majeurs dans Mata Hari. Face à la célèbre Reon Yuzuki dans le rôle de l'envoûtante espionne, il campe le jeune pilote romantique Armand en alternance avec Kazuki Katō.

### Rôles au premier plan
Keisuke Higashi acquiert une certaine notoriété en incarnant Alfred dans la nouvelle mouture du Bal des vampires, programmée entre 2019 et 2020 ; il relève ainsi le défi qu'il s'était fixé à ses débuts : s'illustrer sur la scène du Théâtre Impérial avant ses 30 ans, une ambition finalement accomplie à 24 ans. Entre les représentations, il fait également ses premiers pas au cinéma pour le long-métrage Signal 100 réalisé par Lisa Takeba.
Sa notoriété naissante est renforcée en 2020 par sa performance dans Jersey Boys, mis en scène par Shuntarō Fujita ; le rôle de Bob Gaudio reste l'un de ses plus célèbres, il joue à nouveau le chanteur-claviériste en 2022 et en 2025.
A l'été 2021, il retrouve Mata Hari et le personnage d'Armand à l'occasion du revival, cette fois en alternance avec Ryōsuke Miura.
Le 31 décembre 2023, il est choisi pour participer au Contdown Musical Concert célébrant la nouvelle année. Programmé au Tokyo International Forum, devant 5 000 spectateurs venus fêter 2024, le concert réunit neuf célébrités issues de la nouvelle génération de la scène musicale nippone : Keisuke Higashi y figure aux côtés de Shōma Kai, Haruka Kinoshita, Sara, Sōichi Hirama, Hiroki Miura, Win Morisaki, Tomona Yabiku et Naoto Kaihō,.
Courant 2025, il est attendu à l'affiche de Kinky Boots. En alternance avec Shotaro Arisawa, il tient le rôle principal de Charlie Price. Sa complice et amie, la drag queen Lola, est quant à elle incarnée par Shōma Kai et Yūya Matsushita.
En juillet 2025, il participe à la série de concerts commémorant le 80e anniversaire de Maury Yeston et le 20e anniversaire du Umeda Arts Theater : intitulé Life's A Joy! Life Goes On!, le projet est mis en scène par Yamato Ikuta et reprend les principaux succès de Yeston. Keisuke Higashi y partage notamment l'affiche avec Kanata Irei, Kazuki Katō, Kiho Maaya, Yū Shirota, Kōhei Ueguchi ou encore Tomona Yabiku.
Depuis ses débuts, Keisuke Higashi a en outre été associé aux œuvres de personnalités célèbres : Kenichi Suemitsu (la franchise TRUMP), Andrew Lloyd Webber (Whistle Down the Wind ; The Beautiful Game), Lin-Manuel Miranda (In the Heights) ou encore Maury Yeston (Death Takes a Holiday)... Il est ainsi considéré comme une étoile montante du monde musical.

## Carrière partielle

### Scène
- 2013 - 2014 : Tenimyu : Chitose Chisato
- 2015 : Psychic Detective Yakumo : Ryo Oda
- 2015 - 2017 : Hakuōki : Harada Sanosuke
- 2015 : Raspberry Boy 2 : Kobayashi Tsuyoshi
- 2015 : BOY BAND
- 2016 - 2017 : Yowamushi Pedal : Takuto Ashikiba
- 2016 - 2018 : Touken Ranbu : Shokudaikiri Mitsutada
- 2017 : Club SLAZY -Another world
- 2017 : TRUMP ~ Grand Guignol : Lee Chun-rim
- 2017 : The Scarlet Pimpernel : Hal
- 2018 / 2021 : Mata Hari : Armand
- 2018 : 5DAYS Romeo and Juliet of the Frontier : Hawar
- 2018 : TRUMP ~ Marigold : Coleus
- 2018 : Life for Sale : Yamada Hanio
- 2019 : Color of Life : Kazuya Hirose
- 2019 - 2020 : Le Bal des vampires : Alfred
- 2020 : Whistle Down the Wind : Amos
- 2020 / 2022 / 2025 : Jersey Boys : Bob Gaudio
- 2020 : Une étude en rouge : Sherlock Holmes
- 2021 : In the Heights : Benny
- 2023 : The Beautiful Game : Thomas
- 2023 : The Afterparty : Keisuke Nakauchi
- 2023 : Ragtime : le jeune frère
- 2023 : DESK
- 2024 : VIOLET : Flick
- 2024 : Death Takes a Holiday : Major Eric Fenton
- 2025 : Kinky Boots : Charlie Price

### Télévision
- 2017 - 2018 : Club SLAZY : Will
- 2021 : Uchi no musume wa, kareshi ga dekinai!! (Date My Daughter!) : Shuichi Wataru
- 2021 : The Night I Became a Beast : Yu Ide (série d'anthologie, épisode 5)
- 2022 : Fight Song : Kaoru Karasuma
- 2022 : Chaser Game : Takahiro Uokawa
- 2022 : Yamikin Ushijima-kun : Nikumamushi
- 2023 : Sex-chan : Takahashi Shogo
- 2023 : HIGH SCHOOL GIRL BECOMES A MONK : Itsuki Satonaka
- 2024 - 2025 : Ossan no Pants ga Nandatte Iijanai ka ! : Sunagawa Madoka

### Cinéma
- 2019 : Signal 100 : Yotaro Fujita
- 2025 : Ossan no Pants ga Nandatte Iijanai ka ! the movie : Sunagawa Madoka